# مريغات

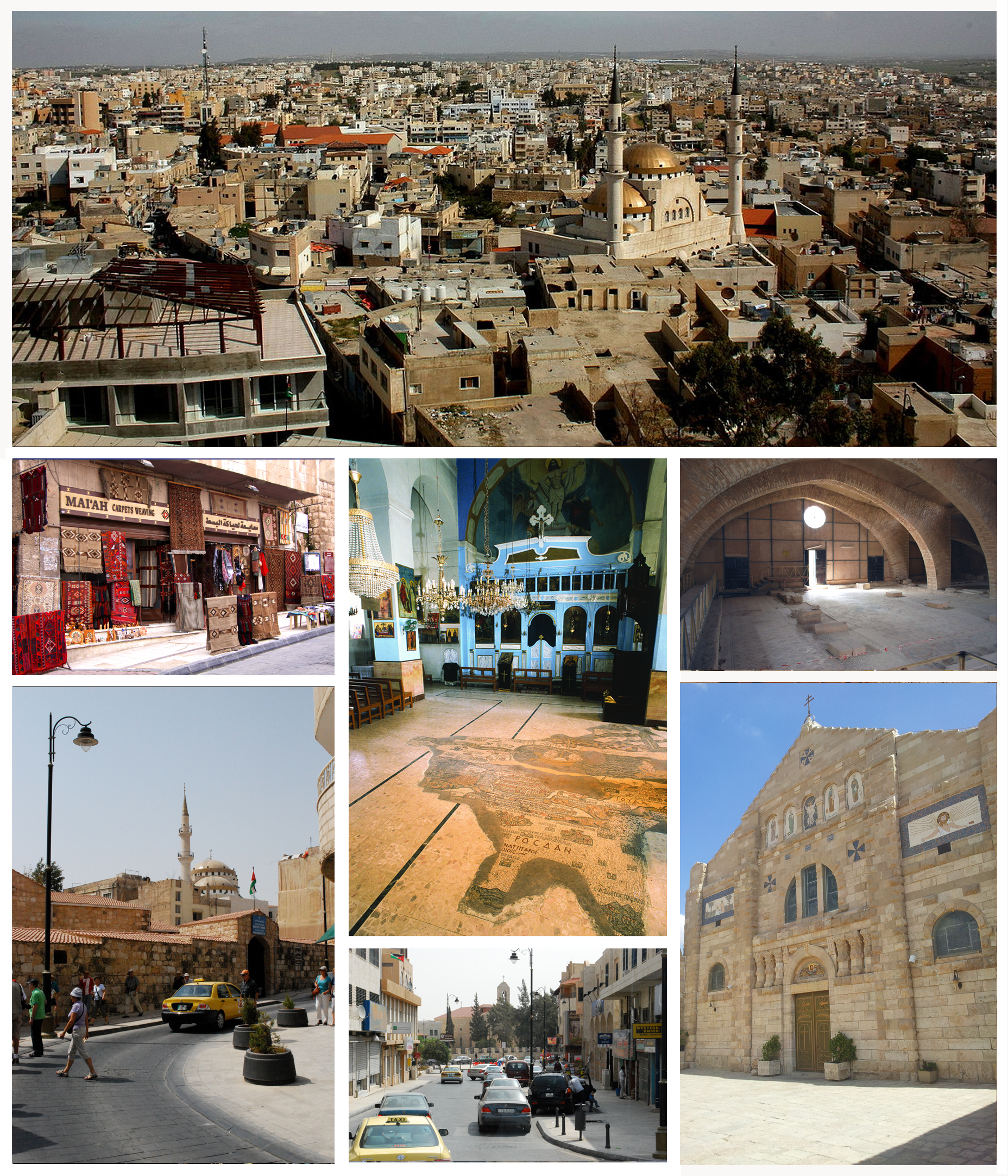
صور لبعض الأماكن في مدينة مادبا في الأردن

مريغات:(بالإنجليزية: Murayghat)‏ هي موقع أثري في منطقة مادبا في الأردن، يعود تاريخه بشكل رئيسي إلى العصر النحاسي المتأخر والعصر البرونزي المبكر والمتوسط.

## نظرة عامة
لفت الموقع الانتباه بعد العثور على آثار تعود إلى العصر الحجري الحديث (8000 قبل الميلاد) والعصر الإسلامي (1500 ميلادية). يتكون موقع مريغات من عدد من التلال التي تحتوي على مختلف المميزات الأثرية بما في ذلك الدولمن والكهوف والأحجار القائمة والدوائر الحجرية. يتم التحقق من الموقع كجزء من مشروع المناظر الطبيعية الطقسية لمريغات الذي تديره الدكتورة سوزان كيرنر من جامعة كوبنهاغن. يهدف المشروع إلى التحقق من كيفية تأثير الممارسات الطقسية على المناظر الطبيعية والبيئة المبنية. يحتوي المشروع على مدرسة ميدانية مصاحبة لطلاب علم الآثار وأي أفراد مهتمين بتعلم طرق البحث الميداني الأثري.

## الموقع
تقع مريغات في محافظة مادبا، على بعد 3 كم جنوب غرب مدينة مادبا، مختبئة في تلال الحجر الجيري لوادي مرايغات بالقرب من معين ووادي زرقاء-معين.المناظر الطبيعية لمرايغات هي مجموعة من المميزات التي تمتد على قمة التل المركزية. إلى الشمال والجنوب هناك محاجر حجر جيري نشطة.

## تاريخ البحث
أول دليل وثائقي على مريغات يأتي من تقارير المسافرين إلى المنطقة في القرن التاسع عشر بما في ذلك “الآثار الجنائزية” التي وصفها إيربي ومانغلز (1817-1818) وكلود كوندر (1881)، وهذا الأخير يصف الموقع بأنه "إيل ماريغات … ‘الأشياء المدهونة’ بالزيت أو الدم أو سائل آخر سميك. " تتضمن ترجمات أخرى للاسم “موقع للنزهة picnic” أو “موقع للاستمتاع بالإطلالة”.
في الثلاثينات من القرن الماضي زار فريق بحث من المعهد البابوي الموقع. تم زيارة الموقع لاحقًا من قبل تيموثي بي هاريسون في التسعينات وستيفن سافاج في 1999-2001. كان مشروع المناظر الطبيعية الطقسية لمرايغات في الموقع منذ عام 2014.

## الآثار
تحتوي قمة التل المركزية لتلك المناظر الطبيعية الأثرية على بقايا هياكل حجرية تتكون من جدران تتكون في الغالب من أورثوستاتات، أو أحجار قائمة، مع سطوح حجرية مصحوبة، وهي ربما تشير إلى مادة أساس البناء. هذه الأحجار محاذاة في شكل حدوة حصان جنبًا إلى جنب مع مميزات مستطيلة أخرى. كان من المحتمل استخدامها لأغراض طقسية. يحتوي الموقع أيضًا على عدد من الدولمنات والأحجار القائمة والدوائر الحجرية والكهوف التي تحتوي على هياكل منزلية محتملة.

### الدولمنات

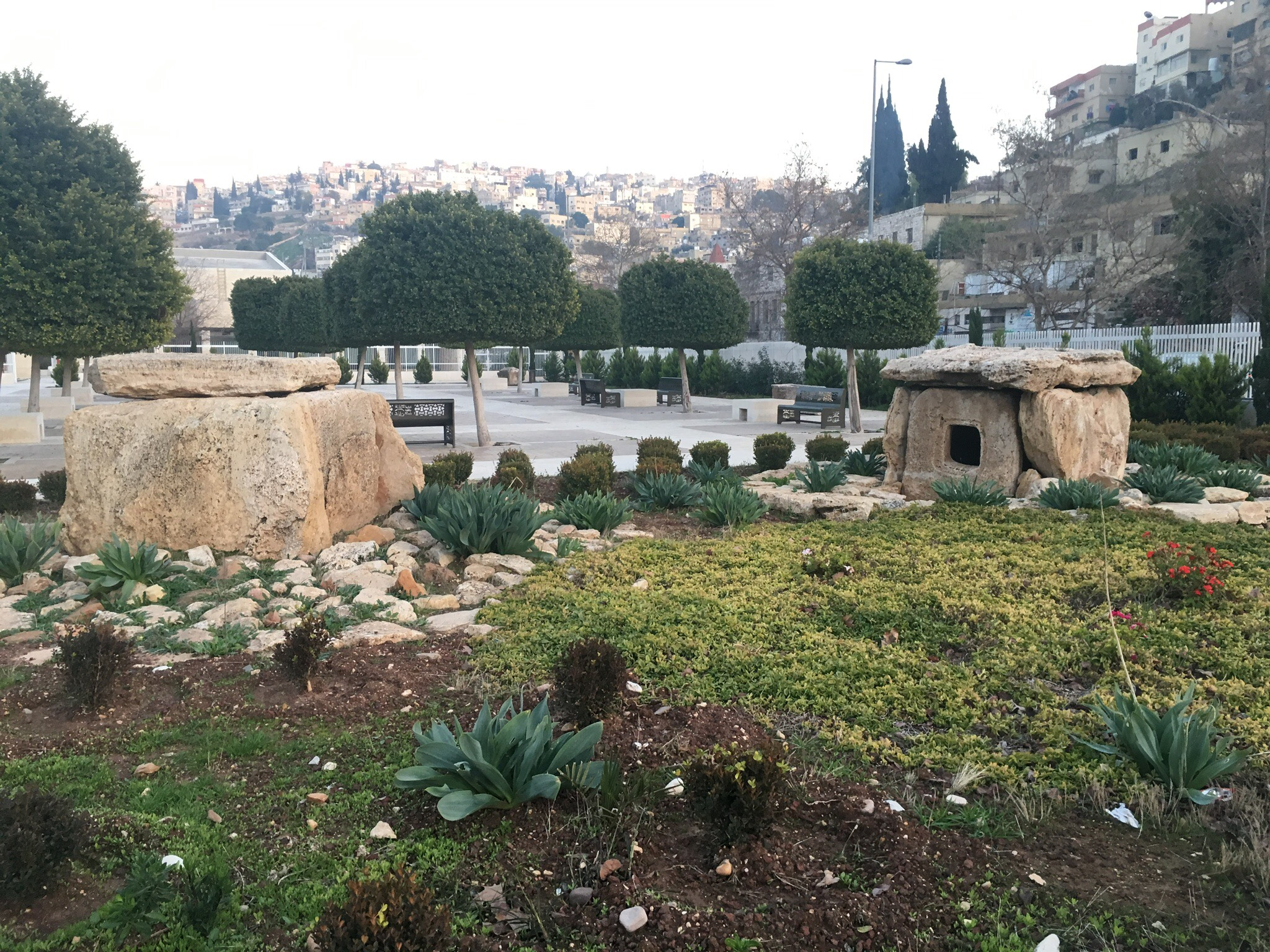
دلمن من دولمينات الأردن مكانها متحف الأردن

الدولمنات هي هياكل مصنوعة من ألواح حجرية كبيرة. تقع حقول الدولمنات في مريغات حول التل المركزي على طول 7 منصات صخرية. تتكون هذه الدولمنات من لوح أرض واحد، ولوح أو لوحان جانبيان على الجانب الطويل، ولوح على الجانب القصير كان يُعثر عليه في كثير من الأحيان مفقودًا، ولوح غطاء. تم تجهيز معظم الألواح من الداخل وتعرض للطقس من الخارج. كانت هذه الدولمنات تستخدم على الأرجح للدفن.

### الأحجار القائمة
واحدة من المميزات المشهورة في مريغات هي الحجر القائم المعروف باسم حجر المنسوب. يتناثر عدد آخر من الأحجار القائمة (المنهير) في الموقع. هذه الأحجار القائمة غالبًا ما تكون مصاحبة للدولمنات والدوائر الحجرية، مما يشير إلى أصل طقسي. يعتقد أن هذه الأحجار تعود إلى العصر النحاسي المتأخر أو العصر البرونزي المبكر مع إعادة استخدامها في العصر البرونزي المتوسط.

### العثور على حفر
اكتشفت حفرية مريغات عددًا من المباني والجدران والحفر المبطنة بالحجارة ذات حجم صغير، وتم تاريخ معظمها في العصر البرونزي المبكر، وبعضها مغطى بجدران العصر البرونزي المتوسط وأورثوستاتات. تم فصل بعض هياكل العصر البرونزي بأدلة على حدوث فيضان.
تضمنت العثورات الأخرى أدوات حجرية وأداة عظام محتملة وعددًا من السفن الخزفية، بما في ذلك وعاء مقابض كثيرة يعود تاريخه إلى العصر البرونزي المبكر ويمكن العثور عليه في متحف مادبا للآثار. يشير حجم الفخار الموجود في الموقع إلى استخدامه لإعداد الطعام لعدد كبير من الأشخاص  وهو على الأرجح منزلي.

### المناظر الطبيعية الطقسية
كان العصر البرونزي المبكر يفتقر إلى تنظيم سياسي قوي ولذلك اقترح علماء الآثار أن الطقوس لعبت دورًا كبيرًا في الحياة اليومية. كانت هذه الطقوس قد تعززت في وقت لاحق من التواصل وبناء التماسك بين الطبقات المختلفة والهياكل الاجتماعية (الأفراد والعائلات والعشائر).
تشير وجود الأحجار القائمة والدولمنات والمواقع المحتملة المنزلية إلى مناظر طبيعية منزلية بالإضافة إلى طقسية. يحول وجود هذه الهياكل المناظر الطبيعية إلى مناظر طبيعية ثقافية.